# 阿爾蓋倫山脈

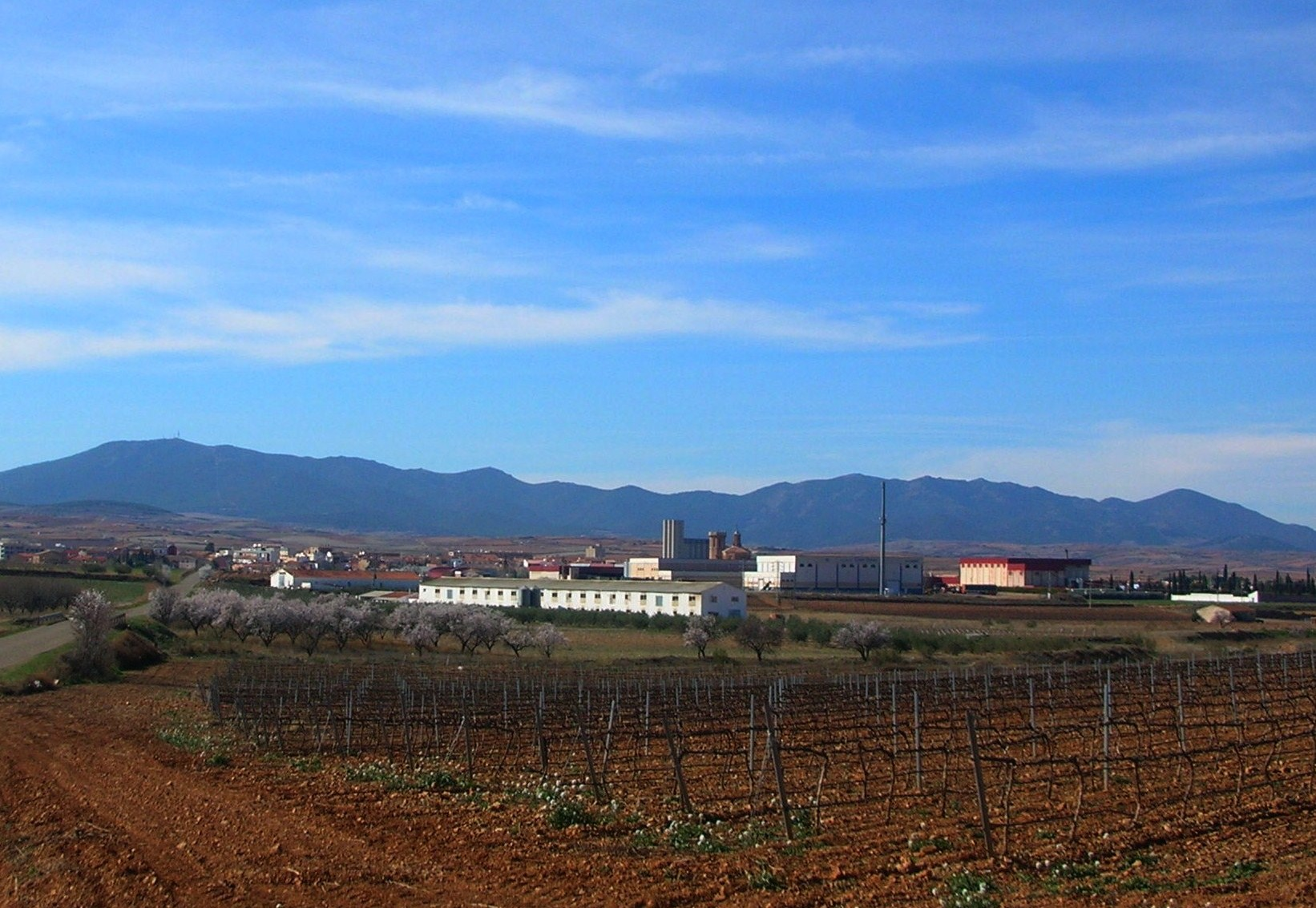

41°21′23″N 1°22′35″W / 41.35639°N 1.37639°W
阿爾蓋倫山脈（西班牙語：Sierra de Algairén），是西班牙的山脈，位於阿拉貢自治區，屬於伊比利亞山脈的一部分，最高點海拔高度1,276米，山體在古生代時期由砂岩和板岩組成。